# Hildegard Burjan
Hildegard Lea Burjan, geborene Freund (* 30. Jänner 1883 in Görlitz, Provinz Schlesien; † 11. Juni 1933 in Wien), war eine österreichische Sozialpolitikerin und Ordensgründerin der Schwesterngemeinschaft Caritas Socialis. 2012 wurde sie von der römisch-katholischen Kirche seliggesprochen.

Hildegard Burjan als Studentin (1903)

## Leben

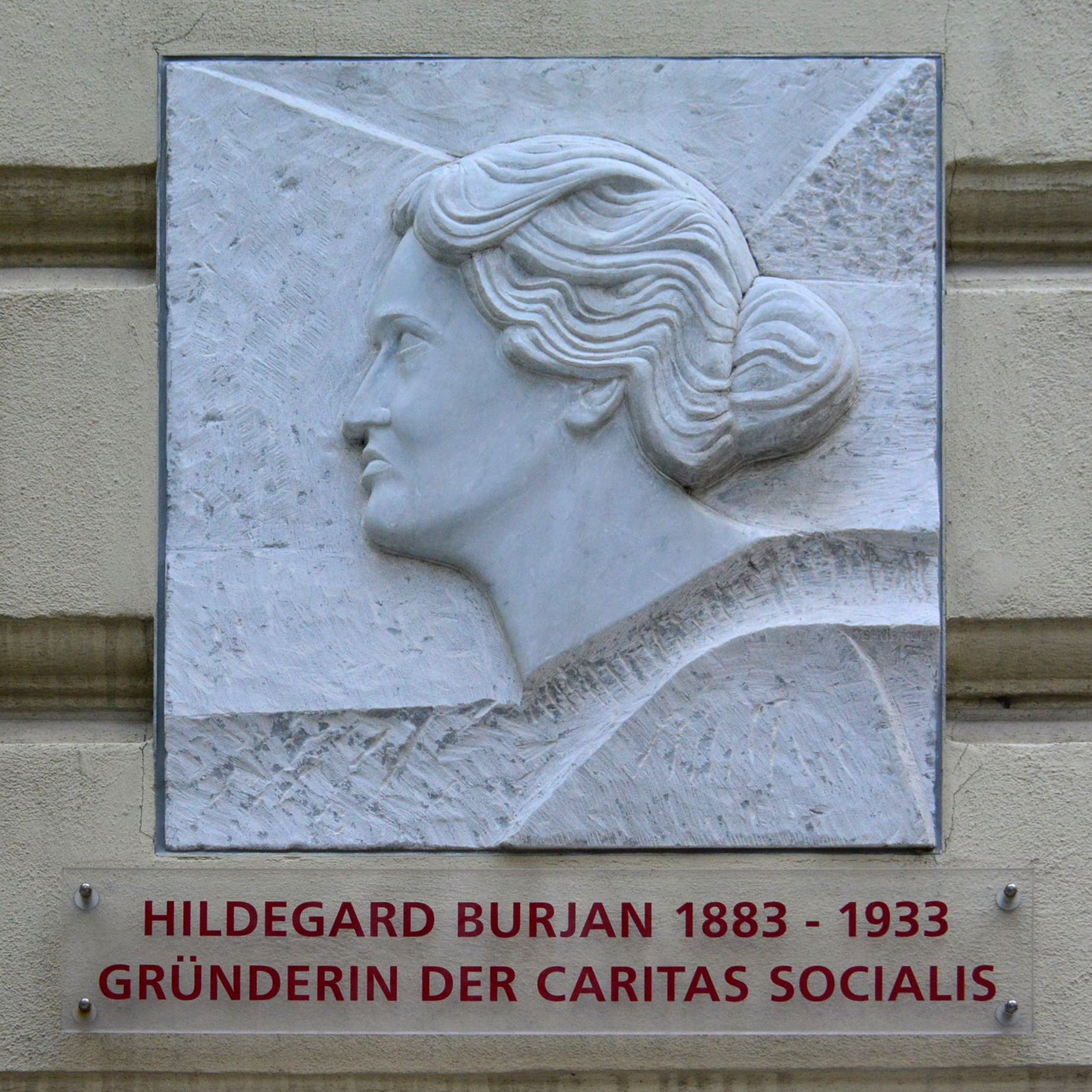
Gedenktafel für Hildegard Burjan in Wien-Alsergrund (9. Bezirk)

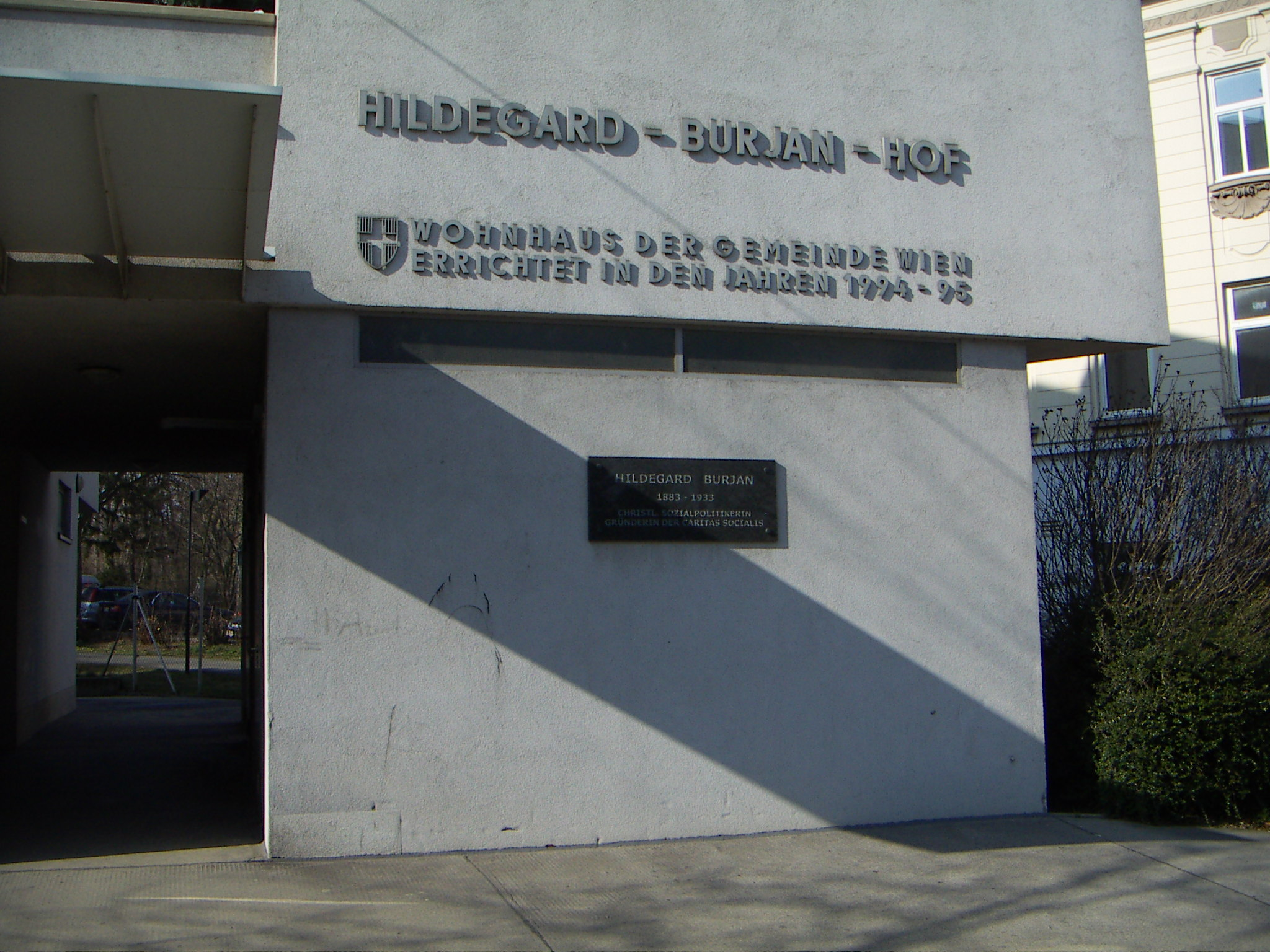
Hildegard-Burjan-Hof, eine städtische Wohnhausanlage in Wien-Hietzing (13. Bezirk)

Hildegard Freund entstammte einer jüdisch-liberalen Familie, ihre Eltern waren der Kaufmann Abraham Adolph Freund und seine Frau Berta. Sie besuchte das Sophie-Charlotte-Lyzeum („Charlottenlyzeum“) in Berlin, bis die Familie, bedingt durch den Beruf des Vaters, in die Schweiz zog, wo Hildegard 1903 maturierte. Sie studierte in Zürich Literatur und Philosophie, promovierte 1908 mit magna cum laude zum Dr. phil. und studierte dann in Berlin Sozialwissenschaft.
Im Jahr 1907 heiratete sie den Ungarn Alexander Burjan (* 26. November 1882; † 6. November 1973), den sie in Zürich kennengelernt hatte. An einer schweren Nierenkolik erkrankt, wurde sie am 9. Oktober 1908 ins Berliner St. Hedwig-Krankenhaus eingeliefert, wo sie von den Barmherzigen Schwestern vom hl. Karl Borromäus gepflegt wurde. Diese beeindruckten sie mit ihrer aufopfernden Hingabe an andere Menschen aus dem Glauben heraus sehr. Nach Monaten vergeblicher Bemühungen sahen die Ärzte bereits keine Hoffnung mehr für sie und gaben ihr zur Linderung der Schmerzen Opium. In der Karwoche des Jahres 1909 war Hildegard Burjan dem Tode nah. Am Morgen des 11. April 1909, des Hochfestes der Auferstehung Jesu Christi, setzte jedoch eine unerwartete Besserung ein, die zu ihrer baldigen Entlassung nach sieben Monaten Krankenhausaufenthalt führte.
In Zürich war Hildegard Burjan schon durch den Literaturhistoriker und Philosophen Robert Saitschick sowie den Philosophen und Pädagogen Friedrich Wilhelm Foerster mit christlichem Gedankengut in Berührung gekommen. Der lebendige Eindruck jedoch, den die Zuwendung der Pflegeschwestern ihr gemacht hatte, sowie die aufwühlende Erfahrung ihrer unerwarteten, zu Ostern einsetzenden Genesung führten sie zu einer existenziell verankerten Überzeugung von der Wahrheit der christlichen Religion und Jesu von Nazareth als Messias. Sie konvertierte noch im selben Jahr zum katholischen Glauben und empfing am 11. August 1909 in der Kapelle des Berliner St. Josephs-Krankenhauses in der Niederwallstraße das Sakrament der Taufe.
Im Herbst 1909 übersiedelten Hildegard und Alexander Burjan nach Wien, da Alexander Burjan eine leitende Stelle bei der Österreichischen Telefonfabriks A.G. angetragen worden war. Sie nahmen die österreichische Staatsbürgerschaft an. In Wien brachte Hildegard Burjan 1910 ihre einzige Tochter Elisabeth zur Welt, obwohl ihr die Ärzte dringend zu einer Abtreibung geraten hatten.

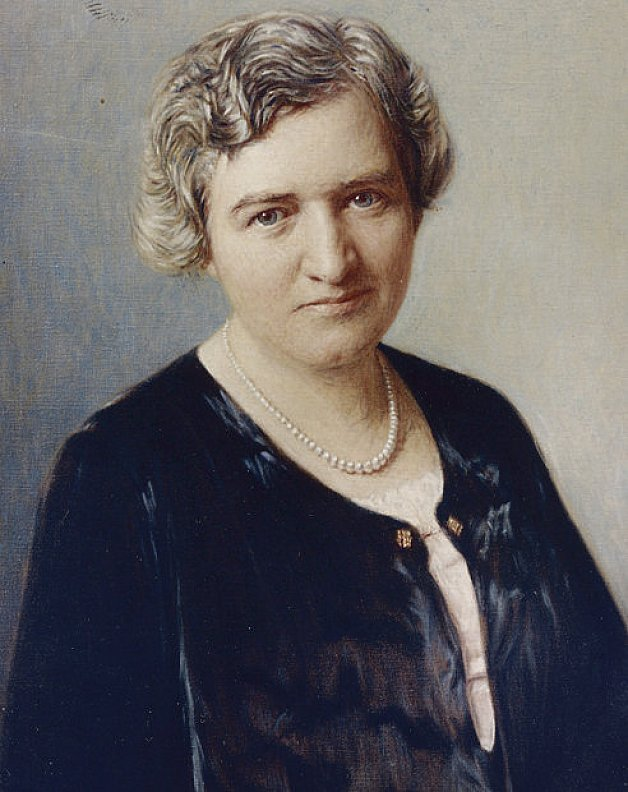
Tom von Dreger: Hildegard Burjan (1930)

Hildegard Burjan wollte nicht nur Mutter und Hausfrau sein, sondern ihr „neu geschenktes Leben“, wie sie zu sagen pflegte, hilfsbedürftigen Menschen widmen. Sie setzte sich vor allem für Frauen ein. 1912 gründete sie in Wien den „Verband der christlichen Heimarbeiterinnen“, um diese ausgebeutete und rechtlose Bevölkerungsgruppe zu unterstützen, 1918 den Verein „Soziale Hilfe“ und am 4. Oktober 1919 die religiöse Schwesterngemeinschaft Caritas Socialis (CS), die sich bis heute karitativen Aufgaben widmet, u. a. Pflegeheime und ein Hospiz führt und sich für die Ausbildung von Sozialberufen engagiert. Sie forderte die Frauen zum Boykott von Waren auf, die von Firmen stammen, die Frauen ausbeuten.
Im Spätherbst 1918 wurde sie in Deutschösterreich für die Christlichsoziale Partei im provisorischen Wiener Gemeinderat, der bis zur ersten voll demokratischen Gemeinderatswahl amtierte, tätig und wurde eine wichtige Persönlichkeit in Politik und Kirche. Von 4. März 1919 bis 9. November 1920 war sie (am 16. Februar 1919 bei der ersten Wahl, bei der Frauen das uneingeschränkte aktive und passive Wahlrecht hatten, gewählt) christlichsoziale Abgeordnete in der Konstituierenden Nationalversammlung, die am 3. April 1919 das Habsburgergesetz und das Adelsaufhebungsgesetz und am 1. Oktober 1920 die im Wesentlichen bis heute gültigen zentralen Bestimmungen der österreichischen Bundesverfassung beschloss. Politische Verbündete suchte sie über alle Parteigrenzen hinweg.
Burjan wurde später „Gewissen des Parlaments“ und „Heimarbeiterinnenmutter von Wien“ genannt. Sie kämpfte für die Rechte und die Gleichberechtigung der Frauen. „Gleicher Lohn für gleiche Arbeit“ zählte zu ihren wichtigsten politischen Forderungen. 1920 schied sie aus der Bundespolitik aus, widmete sich sozialen Aufgaben und beging unorthodoxe Lösungswege für die materiellen Nöte ihrer Zeit. Sie wirkte an der Neubildung der österreichischen Bahnhofsmission und an Einrichtungen der Familienpflege wie der Mittelstandsküchen mit. Sie errichtete in der Pramergasse im 9. Wiener Gemeindebezirk ein Heim für Mütter mit ledigen Kindern und schwierigem sozialen Umfeld sowie eine Ausgabestelle für kostenlose Kleidung. Damit wurde sie eine Wegbereiterin moderner Sozialarbeit.

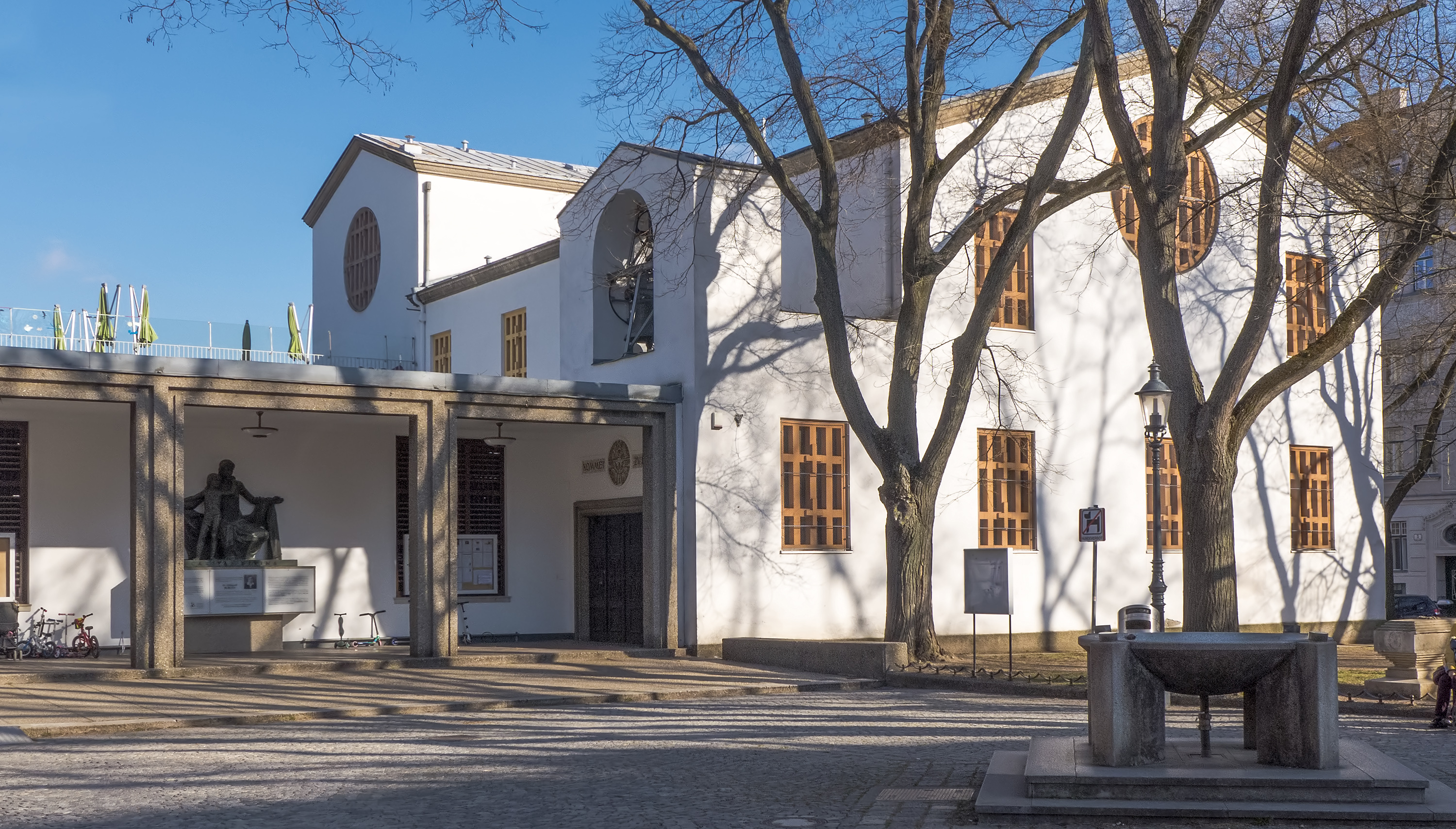
Die Christkönigskirche in Rudolfsheim-Fünfhaus

Mit dem Prälaten und christlichsozialen Bundeskanzler Ignaz Seipel, der insgesamt fünfeinhalb Jahre an der Spitze der Regierung stand, war sie sehr verbunden. Er begleitete einerseits ihre Aktivitäten als Geistlicher und machte andererseits als Politiker viele ihrer Projekte möglich. Nach seinem Tod im Jahr 1932 initiierte sie den Bau der Christkönigskirche in Wien als Gedächtniskirche für Seipel im 15. Wiener Gemeindebezirk.
Hildegard Burjan war, bedingt auch durch die berufliche Stellung ihres Mannes Alexander Burjan, des Generaldirektors der Österreichischen Telephonfabrik AG, mit dem christlichsozialen, 1934 als Diktator von Nationalsozialisten ermordeten Bundeskanzler Engelbert Dollfuß näher bekannt. So nahm dieser während ihrer letzten schweren Krankheit regen Anteil an ihrem Befinden und ließ ihr einen vom Papst persönlich gewidmeten Rosenkranz zukommen. Dollfuß hatte im März 1933 das Parlament ausgeschaltet; Hildegard Burjan erlebte aber die Ausprägung des Austrofaschismus bzw. des Ständestaates nicht mehr. Nach ihrem Tod übernahm Dollfuß’ Ehefrau Alwine Dollfuß einige von Burjans Agenden, darunter den Ehrenvorsitz der Sozialen Hilfe und die Organisation der Elisabethtische. Außerdem war sie ebenfalls Mitglied im Baukomitee der Christkönigskirche und trug dazu bei, dass Dollfuß nach seinem Tod bis 1938 wie Seipel in der Christkönigskirche bestattet wurde. Bis zur Machtübernahme durch die Nationalsozialisten wurde der Bau daher Seipel-Dollfuß-Gedächtniskirche genannt.
Knapp zweieinhalb Jahrzehnte nach ihrer unerwarteten Genesung, die ihr ermöglicht hatte, sich ihrem Lebenswerk zu widmen, starb Hildegard Burjan im Sommer 1933, erst fünfzigjährig, trotz einer weiteren Operation schließlich an der wieder aufbrechenden Nierenerkrankung, an der sie schon als Jugendliche gelitten hatte und deren Folgen sie ihr Leben lang begleiteten. Sie wurde in einem Metallsarg in einer Gruft auf dem Wiener Zentralfriedhof bestattet (Gruppe 34G, Nr. 33).
Zuletzt wohnte sie mit ihrem Mann in einer großbürgerlichen Villa in der Larochegasse 35 im 13. Wiener Gemeindebezirk, Hietzing, im Bezirksteil Unter-St.-Veit  (Gedenktafel). Alexander Burjan, Industrieller und Vorstandsmitglied der Radio Verkehrs AG (später ORF), lebte bis 1938 dort und konnte sein Leben durch die Flucht nach Brasilien retten. Nach dem Krieg kehrte er zurück, und das unter dem NS-Regime enteignete Haus wurde auf ihn zurück übertragen. Er verkaufte die Villa, blieb aber in Wien, wo er 1973 verstarb und ebenfalls in der Gruft auf dem Wiener Zentralfriedhof bestattet wurde.
Die Tochter Elisabeth (1910–2005) besuchte die Schulen der Dominikanerinnen und lebte ab 1934 in London, später in Washington. Sie war im diplomatischen Dienst tätig und nach Beendigung ihrer Berufslaufbahn fast 30 Jahre für den Vatikan als Dolmetscherin im Einsatz. Sie starb in Rom und wurde neben ihren Eltern in der Gruft auf dem Wiener Zentralfriedhof bestattet.

## Seligsprechung
Der Seligsprechungsprozess für Hildegard Burjan wurde 1963 vom Wiener Erzbischof Kardinal Franz König eingeleitet. Nach dem Erheben der Gebeine bzw. der Reliquientranslation wurden ihre sterblichen Überreste am 4. Mai 2005 an einem „Ort der Verehrung“, in der Hildegard-Burjan-Kapelle im CS-Stammhaus im 9. Wiener Gemeindebezirk, Alsergrund, bestattet.
Papst Johannes Paul II. besuchte am 21. Juni 1998 das Caritas-Socialis-Hospiz Rennweg, wo er sich anerkennend über Hildegard Burjan äußerte.
Der Wiener Erzbischof Christoph Schönborn unterstützte das Seligsprechungsverfahren: Für die Erzdiözese Wien, aber auch für ganz Österreich ist Hildegard Burjan eine beeindruckende Gestalt – ein Mensch zum Vorzeigen, und er würdigte in einer Ansprache das Wirken von Hildegard Burjan mit den Worten: Mit einem offenen Herzen für die Nöte der Zeit hat sie sich für die Rechte der Unterprivilegierten und gegen jede soziale Ausgrenzung von Randgruppen durch die Gesellschaft eingesetzt. Am 7. Juni 2011 erkannte das Kardinalskollegium in Rom das für eine Seligsprechung notwendige Wunder an. Das anerkannte Wunder betrifft die Heilung einer Frau, die sich in ihrem Anliegen an Hildegard Burjan gewandt hat: Infolge mehrerer Operationen konnte sie kein Kind zur Welt bringen. Dass sie später drei gesunden Kindern das Leben schenkte, ist nach Auffassung der den Fall beurteilenden Ärzte medizinisch nicht erklärbar.
Papst Benedikt XVI. bestätigte am 27. Juni 2011 das Dekret der Seligsprechungskongregation, das eine Wunderheilung auf Vermittlung Burjans anerkennt. Die Seligsprechung erfolgte am 29. Jänner 2012 im Wiener Stephansdom durch Kardinal Angelo Amato. Dies war die erste Seligsprechung im Stephansdom.
Hildegard Burjans liturgischer Gedenktag ist der 12. Juni.

## Würdigung
- Im Jahr 1964 wurde vom Land Niederösterreich in der Wiener Votivkirche ein Fenster gewidmet.[20]
- Anlässlich ihres 100. Geburtstages wurde im Jahr 1983 von der österreichischen Post eine Sonderpostmarke aufgelegt.[21]
- Im Jahr 1984 wurde in Wien Rudolfsheim-Fünfhaus (15. Bezirk) der Burjanplatz nach ihr benannt, der sich unmittelbar vor der von ihr initiierten Christkönigskirche befindet.
- Eine in ihrem letzten Wohnbezirk in Wien, dem 13. Bezirk, 1994/1995 nach Plänen von Walter Buck errichtete städtische Wohnhausanlage in der Speisinger Straße 46–48 mit 31 Wohnungen wurde Hildegard-Burjan-Hof benannt.
- In ihrer Heimatstadt Görlitz erinnern ein Platzname und eine 2012 an ihrem Geburtshaus, Elisabethstraße 36, enthüllte Gedenktafel an sie sowie eine für die Görlitzer Kathedralkirche St. Jakob im Jahre 2013 gegossene Glocke.
- In den Arkaden des Wiener Rathauses wurde eine Gedenktafel 2017 enthüllt.[22]
- In Wien wurde 2017 im 15. Wiener Gemeindebezirk im Zuge von Pfarrzusammenlegungen die Pfarre Hildegard Burjan mit ihrem Patrozinium gegründet.[23]

## Filme
- Anita Lackenberger, Gerhard Mader: Hildegard Burjan: Auf den Spuren der Gründerin der Caritas Socialis, Produktion West und ORF 2008.[24]
- Beate Thalberg: Universum History: Die Unbeugsamen – Drei Frauen und ihr Weg zum Wahlrecht, Österreich 2019, mit Anna Brüggemann (Clara Zetkin), Katharina Haudum (Adelheid Popp) und Marie-Luise Stockinger (Hildegard Burjan)